# スレイド・コールドウェル
スレイド・マイケル・コールドウェル（Slade Michael Caldwell, 2006年6月18日 - ）は、アメリカ合衆国アーカンソー州ジョーンズボロ出身のプロ野球選手（外野手）。左投左打。MLBのアリゾナ・ダイヤモンドバックス傘下所属。

## 経歴
2024年のMLBドラフト1巡目（全体29位）でアリゾナ・ダイヤモンドバックスから指名され、予定していたミシシッピ大学への進学を取りやめプロ入り。契約金は308万7,000ドル。
2025年に傘下のA級でプロデビューし、6月にA＋級ヒルズボロ・ホップスへ昇格。7月にはオールスター・フューチャーズゲームに選出された。

## 詳細情報

### 記録
MiLB
- オールスター・フューチャーズゲーム選出：1回（2025年）